# Міністерство економіки і промисловості Японії

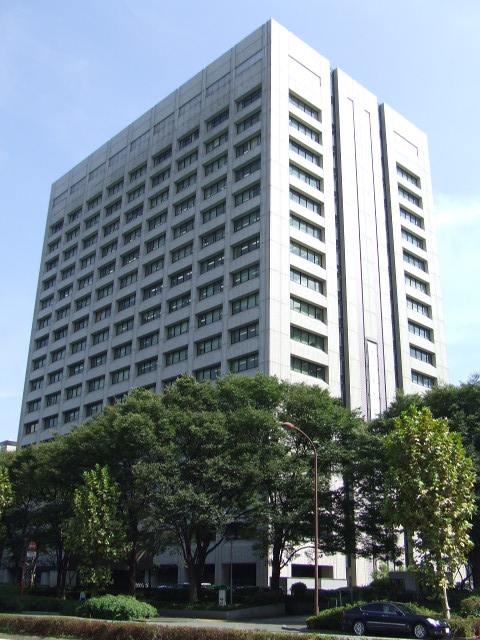
Будівля Міністерство економіки і промисловості Японії.

Міністерство економіки і промисловості (яп. 経済産業省, けいざいさんぎょうしょう, кейдзай санґьо-сьо)　— центральний орган виконавчої влади Японії. Відповідає за планування і виконання економічної політики країни. Засноване 1 квітня 1925 року. Переформоване і перейменоване двічі: 25 травня 1949 року і 6 січня 2001. Складова Кабінету Міністрів. Згідно з законом Японії від 1999 року про Міністерство економіки і промисловості Японії, має на меті сприяти зростанню економічної активності громадян, забезпечувати поступовий розвиток промисловості, внутрішньої і зовнішньої економіки, провадити стабільне і ефективне забезпечення країни корисними копалинами та енергією.

## Історія
- 1 квітня 1925 — Міністерство сільського господарства і торгівлі ліквідовано. Засновано Міністерство торгівлі і промисловості (商工省, сьоко-сьо) при Кабінеті Міністрів. Очолювалося міністрами (大臣, дайдзін)
- 1 листопада 1943 — Міністерство торгівлі і промисловості скасовано. Замість нього утворено Міністерство озброєнь та Міністерство сільського господарства і торгівлі.
- 26 серпня 1945 — Міністерство озброєнь та Міністерство сільського господарства і торгівлі скасовані. Відновлено Міністерство торгівлі і промисловості.
- 25 травня 1949 — реформовано в Міністерство міжнародної торгівлі і промисловості (通商産業省, цусьо санґьо-сьо). Очолювалося міністрами (大臣, дайдзін).
- 6 січня 2001 — реформовано в Міністерство економіки і промисловості. Очолювалося міністрами (大臣, дайдзін).

Повна офіційна назва: Міністерство економіки, торгівлі та промисловості.

## Голови
| Міністерство торгівлі і промисловості (Кабінет Міністрів)             |                      |                                                                             |                          |                                         |
| №                                                                     | Ім'я                 | Кабінет                                                                     | Вступив на посаду        | Приналежність                           |
| 1                                                                     | Такахасі Корекійо    | Кабінет Като Такаакі                                                        | 1 квітня 1925            | Товариство друзів конституційного уряду |
| 2                                                                     | Нода Утаро           | Кабінет Като Такаакі                                                        | 17 квітня 1925           | Товариство друзів конституційного уряду |
| 3                                                                     | Катаока Наохару      | Перший кабінет Вакацукі                                                     | 2 серпня 1925            | Товариство конституційного правління    |
| 4                                                                     | Фудзісава Ікуносуке  | Перший кабінет Вакацукі                                                     | 14 вересня 1926          | Товариство конституційного правління    |
| 5                                                                     | Накахасі Токугоро    | Кабінет Танаки Ґіїті                                                        | 20 квітня 1927           | Товариство друзів конституційного уряду |
| 6                                                                     | Тавара Маґоїті       | Кабінет Хамаґуті                                                            | 2 липня 1929             | Конституційно-демократична партія       |
| 7                                                                     | Сакурауті Юкіо       | Другий кабінет Вакацукі                                                     | 14 квітня 1931           | Палата представників                    |
| 8                                                                     | Маеда Йонедзо        | Кабінет Інукаї                                                              | 13 грудня 1931           | Товариство друзів конституційного уряду |
| 9                                                                     | Накадзіма Кумакіті   | Кабінет Сато                                                                | 26 травня 1932           | Палата перів                            |
| 10                                                                    | Мацумото Дзьодзі     | Кабінет Сато                                                                | 9 лютого 1934            | Палата перів                            |
| 11                                                                    | Матіда Тюдзі         | Кабінет Окади                                                               | 8 липня 1934             | Конституційно-демократична партія       |
| 12                                                                    | Кавасакі Такукіті    | Кабінет Хіроти                                                              | 9 березня 1936           | Демократична партія                     |
| 13                                                                    | Оґава Ґотаро         | Кабінет Хіроти                                                              | 28 березня 1936          | Демократична партія                     |
| 14                                                                    | Ґодо Такуо           | Кабінет Хаясі                                                               | 2 лютого 1937            | Імперський флот Японії                  |
| 15                                                                    | Йосіно Сіндзі        | Перший кабінет Коное                                                        | 4 червня 1937            | Міністерство торгівлі і промисловості   |
| 16                                                                    | Ікеда Сіґеакі        | Перший кабінет Коное                                                        | 26 травня 1938           | Національний банк Японії                |
| 17                                                                    | Хатта Йосіакі        | Кабінет Хірануми                                                            | 5 січня 1939             | Міністерство залізниць                  |
| 18                                                                    | Ґодо Такуо           | Кабінет Абе                                                                 | 30 серпня 1939           | Імперський флот Японії                  |
| 19                                                                    | Ґодо Такуо           | Кабінет Абе                                                                 | 16 жовтня 1939           | Імперський флот Японії                  |
| 20                                                                    | Фудзівара Кіндзіро   | Кабінет Йоная                                                               | 16 січня 1940            | Палата перів                            |
| 21                                                                    | Кобаясі Ітідзо       | Другий кабінет Коное                                                        | 22 липня 1940            | громадський діяч                        |
| 22                                                                    | Тойода Тейдзіро      | Другий кабінет Коное                                                        | 4 квітня 1941            | Імперський флот Японії                  |
| 23                                                                    | Сакондзі Сейдзо      | Третій кабінет Коное                                                        | 18 липня 1941            | Імперський флот Японії                  |
| 24                                                                    | Кісі Нобусуке        | Кабінет Тодзьо                                                              | 18 жовтня 1941           | Палата представників                    |
| 25                                                                    | Тодзьо Хідекі        | Кабінет Тодзьо                                                              | 8 жовтня 1943            | Імперська армія Японії                  |
| Міністерство торгівлі і промисловості (Кабінет Міністрів, відновлене) |                      |                                                                             |                          |                                         |
| 26                                                                    | Накадзіма Тікухей    | Кабінет Хіґасікуні                                                          | 26 серпня 1945           | громадський діяч                        |
| 27                                                                    | Оґасавара Санкуро    | Кабінет Сідехари                                                            | 9 жовтня 1945            | Політичне товариство Великої Японії     |
| 28                                                                    | Хосідзіма Ніро       | Перший кабінет Йосіди                                                       | 22 травня 1946           | Японська ліберальна партія              |
| 29                                                                    | Ісії Міцудзіро       | Перший кабінет Йосіди                                                       | 31 січня 1947            | Японська ліберальна партія              |
| 30                                                                    | Катаяма Тецу         | Кабінет Катаями                                                             | 24 травня 1947           | Соціалістична партія                    |
| 31                                                                    | Мідзутані Тьодзабуро | Кабінет Катаями                                                             | 1 червня 1947            | Соціалістична партія                    |
| 32                                                                    | Мідзутані Тьодзабуро | Кабінет Асіди                                                               | 10 березня 1948          | Соціалістична партія                    |
| 33                                                                    | Йосіда Сіґеру        | Другий кабінет Йосіди                                                       | 15 жовтня 1948           | Демократично-ліберальна партія          |
| 34                                                                    | Оя Сіндзо            | Другий кабінет Йосіди                                                       | 19 жовтня 1948           | Демократично-ліберальна партія          |
| 35                                                                    | Інаґакі Хейтаро      | Третій кабінет Йосіди                                                       | 16 лютого 1948           | Демократично-ліберальна партія          |
| Міністерство міжнародної торгівлі і промисловості (Кабінет Міністрів) |                      |                                                                             |                          |                                         |
| 1                                                                     | Інаґакі Хейтаро      | Третій кабінет Йосіди                                                       | 25 травня 1949           | Демократично-ліберальна партія          |
| 2                                                                     | Ікеда Хаято          | Третій кабінет Йосіди                                                       | 17 лютого 1950           | Депутат парламенту                      |
| 3                                                                     | Такасе Сотаро        | Третій кабінет Йосіди                                                       | 11 квітня 1950           | Палата радників                         |
| 4                                                                     | Такасе Сотаро        | Третій кабінет Йосіди                                                       | 6 травня 1950            | Палата радників                         |
| 5                                                                     | Йокоо Сіґемі         | Третій кабінет Йосіди (перша ротація)                                       | 28 червня 1950           | Ліберальна партія                       |
| 6                                                                     | Такахасі Рютаро      | Третій кабінет Йосіди (друга ротація) Третій кабінет Йосіди (третя ротація) | 4 липня 1951             | Палата радників                         |
| 7                                                                     | Ікеда Хаято          | Четвертий кабінет Йосіди                                                    | 30 жовтня 1952           | Ліберальна партія                       |
| 8                                                                     | Оґасавара Санкуро    | Четвертий кабінет Йосіди                                                    | 29 листопада 1952        | Ліберальна партія                       |
| 9                                                                     | Оґасавара Санкуро    | Четвертий кабінет Йосіди                                                    | 5 грудня 1952            | Ліберальна партія                       |
| 10                                                                    | Окано Кійохіде       | П'ятий кабінет Йосіди                                                       | 21 травня 1953           | Ліберальна партія                       |
| 11                                                                    | Айті Кіїті           | П'ятий кабінет Йосіди                                                       | 9 січня 1954             | Ліберальна партія                       |
| 12                                                                    | Ісібасі Тандзан      | Перший кабінет Хатоями                                                      | 10 грудня 1954           | Ліберально-демократична партія          |
| 13                                                                    | Ісібасі Тандзан      | Другий кабінет Хатоями                                                      | 19 березня 1955          | Ліберально-демократична партія          |
| 14                                                                    | Ісібасі Тандзан      | Третій кабінет Хатоями                                                      | 22 листопада 1955 (в.о.) | Ліберально-демократична партія          |
| —                                                                     | Ісібасі Тандзан      | Кабінет Ісібасі                                                             | 23 грудня 1956           | Ліберально-демократична партія          |
| 15                                                                    | Мідзута Мікіо        | Кабінет Ісібасі                                                             | 23 грудня 1956           | Ліберально-демократична партія          |
| 16                                                                    | Мідзута Мікіо        | Перший кабінет Кісі                                                         | 25 лютого 1957           | Ліберально-демократична партія          |
| 17                                                                    | Маео Сіґесабуро      | Перший кабінет Кісі (ротація)                                               | 10 липня 1957            | Ліберально-демократична партія          |
| 18                                                                    | Такасакі Тацуносуке  | Другий кабінет Кісі                                                         | 12 червня 1958           | Ліберально-демократична партія          |
| 19                                                                    | Ікеда Хаято          | Другий кабінет Кісі (ротація)                                               | 18 червня 1959           | Ліберально-демократична партія          |
| 20                                                                    | Ісії Міцудзіро       | Перший кабінет Ікеди                                                        | 19 липня 1960            | Ліберально-демократична партія          |
| 21                                                                    | Сіїна Ецусабуро      | Другий кабінет Ікеди                                                        | 8 грудня 1960            | Ліберально-демократична партія          |
| 22                                                                    | Сато Ейсаку          | Другий кабінет Ікеди (перша ротація)                                        | 18 липня 1961            | Ліберально-демократична партія          |
| 23                                                                    | Фукуда Хадзіме       | Другий кабінет Ікеди (друга ротація)                                        | 18 липня 1962            | Ліберально-демократична партія          |
| 24                                                                    | Фукуда Хадзіме       | Третій кабінет Ікеди                                                        | 9 грудня 1963            | Ліберально-демократична партія          |
| 25                                                                    | Сакурауті Йосіо      | Третій кабінет Ікеди (ротація)                                              | 18 липня 1964            | Ліберально-демократична партія          |
| 26                                                                    | Сакурауті Йосіо      | Перший кабінет Сато                                                         | 9 листопада 1964         | Ліберально-демократична партія          |
| 27                                                                    | Мікі Такео           | Перший кабінет Сато (перша ротація)                                         | 3 червня 1965            | Ліберально-демократична партія          |
| 28                                                                    | Канно Ватаро         | Перший кабінет Сато (третя ротація)                                         | 3 грудня 1966            | Ліберально-демократична партія          |
| 29                                                                    | Канно Ватаро         | Другий кабінет Сато                                                         | 17 лютого 1967           | Ліберально-демократична партія          |
| 30                                                                    | Сіїна Ецусабуро      | ругий кабінет Сато (перша ротація)                                          | 25 листопада 1967        | Ліберально-демократична партія          |
| 31                                                                    | Охіра Масайосі       | Другий кабінет Сато (друга ротація)                                         | 30 листопада 1968        | Ліберально-демократична партія          |
| 32                                                                    | Міядзава Кіїті       | Третій кабінет Сато                                                         | 14 січня 1970            | Ліберально-демократична партія          |
| 33                                                                    | Танака Какуей        | Третій кабінет Сато (ротація)                                               | 5 липня 1971             | Ліберально-демократична партія          |
| 34                                                                    | Накасоне Ясухіро     | Перший кабінет Танаки Какуея                                                | 7 липня 1972             | Ліберально-демократична партія          |
| 35                                                                    | Накасоне Ясухіро     | Другий кабінет Танаки Какуея                                                | 22 грудня 1972           | Ліберально-демократична партія          |
| 36                                                                    | Комото Тосіо         | Кабінет Мікі                                                                | 9 грудня 1974            | Ліберально-демократична партія          |
| 37                                                                    | Танака Тацуо         | Кабінет Фукуди Такео                                                        | 24 грудня 1976           | Ліберально-демократична партія          |
| 38                                                                    | Комото Тосіо         | Кабінет Фукуди Такео (ротація)                                              | 28 листопада 1977        | Ліберально-демократична партія          |
| 39                                                                    | Есакі Масумі         | Перший кабінет Охіри                                                        | 7 грудня 1978            | Ліберально-демократична партія          |
| 40                                                                    | Сасакі Йосітаке      | Другий кабінет Охіри                                                        | 9 листопада 1979         | Ліберально-демократична партія          |
| 41                                                                    | Танака Рокусуке      | Кабінет Судзукі Дзенко                                                      | 17 липня 1980            | Ліберально-демократична партія          |
| 42                                                                    | Абе Сінтаро          | Кабінет Судзукі Дзенко (ротація)                                            | 30 листопада 1981        | Ліберально-демократична партія          |
| 43                                                                    | Яманака Саданорі     | Перший кабінет Накасоне                                                     | 27 листопада 1982        | Ліберально-демократична партія          |
| 44                                                                    | Уно Сосуке           | Перший кабінет Накасоне                                                     | 10 червня 1983           | Ліберально-демократична партія          |
| 45                                                                    | Оконоґі Хікосабуро   | Другий кабінет Накасоне                                                     | 27 грудня 1983           | Ліберально-демократична партія          |
| 46                                                                    | Мурата Кейдзіро      | Другий кабінет Накасоне (перша ротація)                                     | 1 листопада 1984         | Ліберально-демократична партія          |
| 47                                                                    | Ватанабе Мітіо       | Другий кабінет Накасоне (друга ротація)                                     | 28 грудня 1985           | Ліберально-демократична партія          |
| 48                                                                    | Тамура Хадзіме       | Третій кабінет Накасоне                                                     | 22 липня 1986            | Ліберально-демократична партія          |
| 49                                                                    | Тамура Хадзіме       | Кабінет Такесіти                                                            | 6 листопада 1987         | Ліберально-демократична партія          |
| 50                                                                    | Міцудзука Хіросі     | Кабінет Такесіти (ротація)                                                  | 27 грудня 1988           | Ліберально-демократична партія          |
| 51                                                                    | Кадзіяма Сейроку     | Кабінет Уно                                                                 | 3 червня 1989            | Ліберально-демократична партія          |
| 52                                                                    | Мацунаґа Хікару      | Перший кабінет Кайфу                                                        | 10 серпня 1989           | Ліберально-демократична партія          |
| 53                                                                    | Муто Кабун           | Другий кабінет Кайфу                                                        | 28 лютого 1990           | Ліберально-демократична партія          |
| 54                                                                    | Накао Ейіті          | Другий кабінет Кайфу (ротація)                                              | 29 грудня 1990           | Ліберально-демократична партія          |
| 55                                                                    | Ватанабе Кодзо       | Кабінет Міядзави                                                            | 5 листопада 1991         | Ліберально-демократична партія          |
| 56                                                                    | Морі Йосіро          | Кабінет Міядзави (ротація)                                                  | 12 грудня 1992           | Ліберально-демократична партія          |
| 57                                                                    | Кумаґай Хіросі       | Кабінет Хосокави                                                            | 9 серпня 1993            | Партія оновлення                        |
| —                                                                     | Хата Цутому          | Кабінет Хати                                                                | 28 квітня 1994 (в.о.)    | Партія оновлення                        |
| 58                                                                    | Хата Ейдзіро         | Кабінет Хати                                                                | 28 квітня 1994           | Партія оновлення                        |
| 59                                                                    | Хасімото Рютаро      | Кабінет Мураями                                                             | 30 червня 1994           | Ліберально-демократична партія          |
| 60                                                                    | Цукахара Сюмпей      | Перший кабінет Хасімото                                                     | 11 січня 1996            | Ліберально-демократична партія          |
| 61                                                                    | Сато Сіндзі          | Другий кабінет Хасімото                                                     | 7 листопада 1996         | Ліберально-демократична партія          |
| 62                                                                    | Хоріуті Міцуо        | Другий кабінет Хасімото (ротація)                                           | 11 вересня 1997          | Ліберально-демократична партія          |
| 63                                                                    | Йосано Каору         | Кабінет Обуті Кабінет Обуті (перша ротація)                                 | 30 липня 1998            | Ліберально-демократична партія          |
| 64                                                                    | Фукая Такасі         | Кабінет Обуті (друга ротація)                                               | 5 жовтня 1999            | Ліберально-демократична партія          |
| 65                                                                    | Фукая Такасі         | Перший кабінет Морі                                                         | 5 квітня 2000            | Ліберально-демократична партія          |
| 66                                                                    | Хіранума Такео       | Другий кабінет Морі                                                         | 4 липня 2000             | Ліберально-демократична партія          |
| Міністерство економіки і промисловості Японії (Кабінет Міністрів)     |                      |                                                                             |                          |                                         |
| 1                                                                     | Хіранума Такео       | Другий кабінет Морі (ротація)                                               | 6 січня 2001             | Ліберально-демократична партія          |
| 2                                                                     | Хіранума Такео       | Перший кабінет Коїдзумі Перший Коїдзумі (перша ротація)                     | 26 квітня 2001           | Ліберально-демократична партія          |
| 3                                                                     | Накаґава Сьоїті      | Перший кабінет Коїдзумі (друга ротація)                                     | 22 вересня 2003          | Ліберально-демократична партія          |
| 4                                                                     | Накаґава Сьоїті      | Другий кабінет Коїдзумі Другий кабінет Коїдзумі (ротація)                   | 19 листопада 2003        | Ліберально-демократична партія          |
| 5                                                                     | Накаґава Сьоїті      | Третій кабінет Коїдзумі                                                     | 21 вересня 2005          | Ліберально-демократична партія          |
| 6                                                                     | Нікай Тосіхіро       | Третій кабінет Коїдзумі (ротація)                                           | 31 жовтня 2005           | Ліберально-демократична партія          |
| 7                                                                     | Амарі Акіра          | Кабінет Абе                                                                 | 26 вересня 2006          | Ліберально-демократична партія          |
| 8                                                                     | Амарі Акіра          | Кабінет Фукуди Ясуо                                                         | 26 вересня 2007          | Ліберально-демократична партія          |
| 9                                                                     | Нікай Тосіхіро       | Кабінет Фукуди Ясуо (ротація)                                               | 2 серпня 2008            | Ліберально-демократична партія          |
| 10                                                                    | Нікай Тосіхіро       | Кабінет Асо                                                                 | 24 вересня 2008          | Ліберально-демократична партія          |
| 11                                                                    | Наосіма Масаюкі      | Кабінет Хатоями Юкіо                                                        | 16 вересня 2009          | Демократична партія                     |